# Idaea veterata
Idaea veterata là một loài bướm đêm trong họ Geometridae.